# Alliierten-Parade am 8. Mai 1946 in Berlin
Die Alliierten-Parade am 8. Mai 1946 in Berlin war eine Militärparade, die den Jahrestag der bedingungslosen Kapitulation des NS-Staates am 8. Mai 1945 feierte. Es war die letzte gemeinsame Militärparade aller Alliierten.

## Ablauf

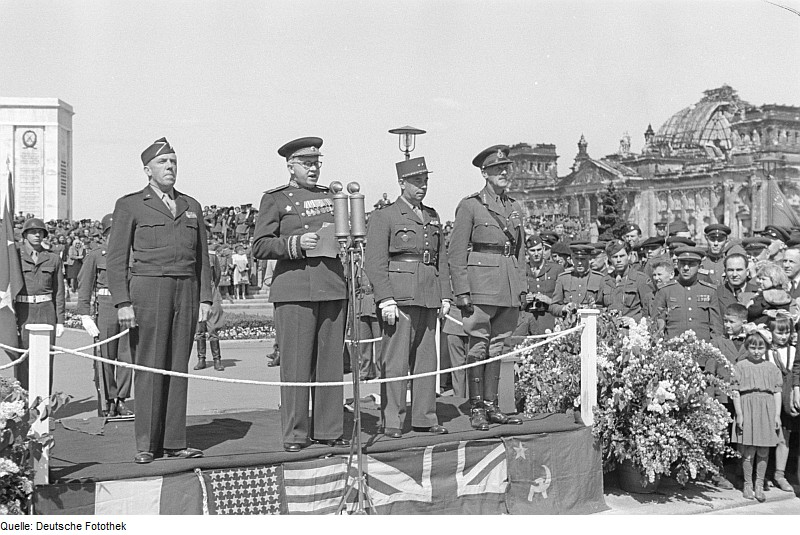
Rede Alexander Kotikows bei der Parade (im Hintergrund der Reichstag)

Die Parade fand im Zentrum Berlins auf der Charlottenburger Chaussee (heute Straße des 17. Juni) vor dem Sowjetischen Ehrenmal statt. Sie wurde von Soldaten der vier alliierten Mächte – der Sowjetunion, der USA, Großbritanniens und Frankreichs – abgehalten und von den Stadtkommandanten der vier Besatzungsmächte in Berlin abgenommen. Dies waren Generalmajor Alexander Kotikow (Sowjetunion), Generalmajor Ray Barker (USA),  Generalmajor Eric Nares (Großbritannien) und Brigadegeneral Charles Lancon (Frankreich).
Es war eine der wenigen Veranstaltungen, bei denen die Alliierten zusammen auftraten und die deutsche Bevölkerung die Gelegenheit hatte, die Soldaten der Alliierten zu sehen, die zur Befreiung vom Nationalsozialismus beigetragen hatten.